# Ашура
Ашу́ра  (عاشوراء) — головна дата шиїтського релігійного календаря, день пам'яті шиїтського імама Хусейна, який був вбитий 10 мухаррама 61 року хіджри (10 жовтня 680 року).
Спочатку це був піст в день 10 мухаррама, запозичений у юдеїв Мухаммедом після його переїзду до Медини; пізніше, коли був встановлений піст під час Рамадану, піст в Ашура став добровільним.
Зараз Ашура відзначається, як траур за третім шиїтським імамом Хусейном впродовж перших десяти днів мухарраму з кульмінацією траурних церемоній в день Ашура. В пам’ять про мученицьку смерть Хусейна та його сподвижників у місцевостях з переважно шиїтським населенням відбуваються щорічні траурні церемонії — та’зія, в яких збереглися деякі риси обрядовості давніх народів.
 Впродовж перших десяти днів місяця мухаррам організовуються містерії, що інсценують історію загибелі Хусейна, урочисті читання оповідань про нього, вивішуються траурні прапори і гасла. 10 мухаррама — день урочистої ходи і плачу за Хусейном. Учасники процесії голосно оплакують Хусейна і його брата Хасана. Найчастіше вони викрикують фразу «Шах Хусейн, вах, Хусейн!», що дослівно перекладається як «Цар Хусейн, ах, Хусейн». Ці виклики стали причиною того, що ашура отримала ще одну назву — шахсей-вахсей.
Центром траурних походів є місто Кербела, де за переказами поховано Хусейна. Під час Ашури стікаються паломники-шиїти з усіх кінців мусульманського світу.